# テーブルウェアスタイリスト連合会
一般社団法人テーブルウェアスタイリスト連合会（テーブルウェアスタイリストれんごうかい、英: Tableware stylist association、略称: TWSA   。運営会社に株式会社空間スタイリング社がある)は、CMや広告・雑誌や書籍など撮影現場において、撮影される食器や料理の組み合わせ、インテリアなどの演出、プロップスタイリングを手掛ける日本で初めての食器資格を創設した一般社団法人である。2012年から日本で初めて食器専用のスタイリストとして雑誌やweb等で活動し始めた二本柳志津香が設立した団体。2014年に食器の資格とスタイリスト養成を組み合わせたスクールを設立し、2022年現在は全国9ヶ所(札幌校・函館校・青森校・東京本部校・横浜校・名古屋校・大阪校・大阪豊中校・神戸校)存在し受講人数は延べ2100名以上、企業研修や通信講座、オンライン授業も含める受講人数8000名以上となる。登録商標にテーブルウェアスタリストⓇ（区分41・42）ディスプレイスタイリストⓇ（区分42）食器ソムリエ(区分42)うつわ検定(区分41)
グループ会社に(株)空間スタイリング社、(株)御菓子司甘美堂がある。 
２０２３年５月より検定事業を開始。検定名『うつわ検定®︎ 』。
主婦の友社よりうつわ検定®公式テキスト今の時代のうつわ選びを初刊した。尚、著者は一般社団法人テーブルウェアスタイリスト連合会(TWSA)による本となっている。

## 概要
2014年に一般社団法人として設立したライフスタイルを中心とした企業のCM、雑誌・カタログのスタイリング、イベント装飾を展開するディスプレイ装飾と食器の専門家団体である。登録商標のテーブルウェアスタイリストは食器に特化した専門スキルを学ぶ資格であり、多数の資格取得者が大企業のスタイリストとして、またメディアでも活躍する。広告や雑誌、書籍の撮影現場において活躍するプロの資格保持者が多数在籍する。通信教育や各支部での受講、企業研修を含む総受講者数は8000名を超える。世田谷区深沢の本部の他、全国に青森・横浜・名古屋・神戸・大阪・大阪豊中・函館・札幌に支部があるり、訪日外国人向けにも講座を展開し日本のうつわの歴史や並べ方の教育もカリキュラムに含まれており世界7ヵ国に資格取得者がいる。2021年３月１日からポーセラーツ®︎などの人気資格を生み出している(株)日本ヴォーグ社がテーブルウェアスタイリストの資格講座を通信講座と販売している。２０２３年５月にうつわ検定事業をスタート。主婦の友社より『うつわ検定®公式テキスト 今の時代のうつわ選び』を発刊した。

## 実績
- 女子未来大学「女性が輝く未来会議」で、和菓子のテーブルケータリングを担当。
- JAいわて「いわて純情米 恋するおコメプロジェクト」で、会場のディスプレイを担当。
- 女子未来大学「世界と繋がる日本を知る学部」で、煎茶道「三癸亭賣茶流」の和菓子のテーブルスタイリングを担当。

- 文藝春秋のトークイベントで、和菓子のケータリングとビュッフェテーブルを装飾。
- 東急不動産TENAHA代官山ワークショップ「暮らしのアトリエ」を開催。

- 「テーブルスタイリングがある暮らし展」（山手111番館）を開催。
- 「国際ホテルレストランショー HCJ2016」（東京ビッグサイト）で、サーモス株式会社のテーブルスタイリングを担当。
- 「春のTable煎茶Lesson～桜の煎茶席～」（六本木ヒルズ）で、講師を派遣。
- リクルートホールディングスの「ゼクシィ相談カウンター Weddhing Item Selection」で、ブース空間デザイン、装飾、アイテム展示コーナーデザイン、スタイリングを担当。
- リクルートホールディングスで、銀座店・博多店・渋谷店・新宿店・大宮店・宇都宮店の「ゼクシィ相談カウンター 」のディスプレイを装飾。
- 第18回ブライダル産業フェア2016「ブライダルテーブルコーディネートコンテスト」（東京ビッグサイト）で、グランプリを受賞。
- 株式会社プラシオンの「PLUSH for Wedding」で、装飾を担当。
- パセラリゾーツ銀座店のウエディング会場撮影装飾を担当。
- サンケイリビング新聞社の「リビングくらしナビ」で、検定問題を作成。
- 日本・モナコ友好10周年記念 「グレース・ケリー展」で、レセプションパーティーを装飾。

- 「テーブルウェア・フェスティバル2017」（東京ドーム）で、テーブルコーディネート部門テーブルウェア大賞を受賞。
- 「テーブルウェアスタイリングがある暮らし展」（横浜山手西洋館エリスマン邸）を開催。
- 「マルシェ フォー ウエディング」（スパイラル）のディスプレイを装飾。
- 「ウエコレ コンセプトウェディングイベント」（東京国際フォーラム）で、株式会社USEN Mediaのディスプレイを装飾。
- 株式会社やずや「ココカラ大学」でのテーブルウェア講座。
- ビアードパパの空間装飾、

- サーモス株式会社「alfi」のCM・スチール撮影スタイリング。
- 「テーブルウェア・フェスティバル2018」で、シンガポールの食器ブランドLUZERNEのブースを装飾。
- 「テーブルウェア・フェスティバル2018」（東京ドーム）で、テーブルウェア大賞入賞者２名輩出。
- 「スーパーマーケット・トレードショー2018」（幕張メッセ）で、青森県ブースの御菓子司甘美堂の装飾。
- 「第46回 国際ホテル・レストラン・ショー（HOTERES JAPAN 2018）」（東京ビッグサイト）で、ディスプレイを装飾。
- 株式会社USEN Media「こどものヒトサラ イースターママ会」 で、パーティーの装飾。
- シチズン時計「CITIZEN L」のInstagramのスタイリングを担当。
- 「2018 Autumn / Winter コレクション」で、株式会社荻原のディスプレイを装飾。
- 「テーブルレシピ　コーディネート・フェス2018」で、入賞者２名輩出。
- 有限会社ワイジェイの新作商品カタログの撮影スタイリング。
- ザ・エンボスエキスパート株式会社の新作商品の撮影スタイリング。
- ブルーミング中西株式会社の「見るコーディネート」のスタイリング。
- 株式会社のウィンドウディスプレイを装飾。
- 一般社団法人日本カラーコーディネーター協会「色彩活用ライフケアカラー検定 3級」の改定案テキストのテーブルスタイリングページを担当。
- 徳島市とこどものヒトサラのコラボ企画「うまいんじょ とくしまレシピ」のスタイリングを担当。

- 「第18回 東京国際キルトフェスティバル」[7]で、株式会社タクミ製作所のブースを装飾。
- 「テーブルウェアフェスティバル2019」（東京ドーム）で、株式会社タクミ製作所のディスプレイとテーブルを装飾。
- 「テーブルウェアフェスティバル2019」（東京ドーム）で、テーブルウェア大賞と入賞者の２名を輩出。
- 「第46回 国際ホテル・レストラン・ショー（HOTERES JAPAN 2019） 」（東京ビッグサイト）で、株式会社二ノ宮クリスタルのディスプレイを装飾。
- 株式会社USEN Media「こどものヒトサラ イースターママ会」で、イベント撮影ブースと会場を装飾。
- 富永貿易株式会社の英国紅茶ブランド「AHMAD TEA」の新商品発売イベント会場を装飾。
- シチズン時計「CITIZEN L」のInstagramページ７・８月計10カットのスタイリング。
- 株式会社二ノ宮クリスタルのショールームのディスプレイ装飾とカタログ撮影。
- 株式会社ナイガイHappy Socks 原宿店で、「VOGUE FASHION'S NIGHT OUT（FNO）」のウィンドウディスプレイを装飾。
- 株式会社トリティアンのハラジュク201cafeとスキマスイッチのコラボ企画「スキマの花屋カフェ」の店内を装飾。

- 「テーブルウェア・フェスティバル2020」（東京ドーム）[8]で、株式会社タクミ製作所のブースを装飾。
- ホテルレストランショー2020二宮クリスタル株式会社ブース装飾
- ブルーミング中西株式会社様WEB
- 石塚硝子株式会社新サービスEPOCHTABLEスタイリスト
- 株式会社モトックス広告案件（広告デザイン制作ＳＡＴＯ＆ＣＯ様）プロップスタイリング担当　雑誌リアルワインガイド秋号冬号裏表紙広告掲載
- 石塚硝子株式会社EPOCHTABLE東急電鉄沿線人気情報誌SALUS11月号12月号広告グラフックデザイン

- 東京ドームテーブルウェアフェスティバル２０２1”ＣＭや広告撮影で活躍するスタイリストから学ぼう！フード＆テーブルスタイリング（弊社担当講座）”

　後援：株式会社日本ヴォーグ社様。
- 株式会社モトックス様広告案件（広告デザイン制作株式会社ＳＡＴＯ＆ＣＯ様）プロップスタイリング担当　雑誌リアルワインガイド裏表紙。
- 株式会社日本ヴォーグ社ハンドメイドレッスンアプリ「CRAFTING」内ティータイムのテーブルコーディネート講座構築・出演・スタイリング
- 株式会社マイナビ様学生の窓口運営WEBメディア「とりぐら」毎月記事連載中。
- 株式会社日本ヴォーグ社ハンドメイドレッスンアプリ「CRAFTING」内にて弊社の資格講座であるテーブルウェアスタイリスト®講座がリリースされました。
- 小学館様人気女性ファッション誌『Oggi』公式WEBにて、代表二本柳の５回の連載開始。
- 光文社様人気女性ファッション誌『ＳＴＯＲＹ』5月号２２０ページから２２２ページまで弊社がスタイリング、フードスタイリングを担当致しました。
- 株式会社石塚硝子株式会社様『EPOCHTABLE』ＭＡＧＡＺＩＮＥ代表二本柳が解説、スタイリングを手掛けた記事がリリースされました。
- テレビ朝日人気バライティー番組『博士ちゃん』弊社の資格保持小学生出演。
- 三井ショッピングパーク『ららぽーと』様おうちで夏祭りシーンプロップスタイリング
- 輸入商社二ノ宮クリスタル株式会社様ショールームディスプレイ装飾
- 株式会社ユキコスメティックス様蔦屋家電二子玉川店POPUPイベントディスプレイ装飾
- 鹿児島南日本新聞食器の食べ合わせについての記事取材協力
- トップ食品株式会社様新規事業WEBデザイン
- トップ食品様新規事業WEB商品撮影
- JR東日本様「アキュア公式オンラインストア」にてクリスマスの企画ページ担当

- イオンモール様開催『伝統的工芸品展』ポスター・キービジュアル撮影
- イオンモール様開催『伝統的工芸品展』全国3会場インテリアスタイリング会場装飾
- 株式会社ユキコスメティックス様蔦屋家電二子玉川店POPUPディスプレイ装飾
- テレビ愛知様石原良純さんの番組「サンデージャーナル」食器特集にて弊社代表とジュニア資格をもつ小学生食器博士のゆいなちゃんがゲスト出演
- JR東日本様「アキュア公式オンラインストア」にて春のピクニック企画ページにて撮影、プロップススタイリング、ライティング担当
- （株）T3デザイン様からの仕事で　P2C Studio株式会社様より発売の「R COFFEE BOTTLE」のキービジュアル＆SNSビジュアルのプロップススタイリングを担当しました
- ハラジュク２０１カフェ様×UNIQLO（ユニクロ）原宿店２周年記念イベントにてUNIQLO（ユニクロ）原宿店売り場ディスプレイ
- ㈱JR東日本クロスステーション ウォータービジネスカンパニーECサイトビジュアル撮影・スタイリング